# 점음원
점음원은 하나의 점에 집중되어 있는 소리의 근원이며, 점의 크기는 무시할 수 있을 만큼 작다. 다른 길이 단위에 비하여 상대적으로 무시할 수 있을 정도라면, 실제로 점음원의 크기가 물리적으로 매우 작을 필요는 없다.

## 소리의 감쇠
3차원 공간에서 소리의 흡수나 다른 손실이 없다면, 소리는 점음원에서 구형으로 퍼지기 때문에 거리가 멀어짐에 따라 거리의 제곱에 반비례하여 작아진다. 만약 거리가 r일 때 소리의 크기가 a라고 한다면 거리가 2r이 되었을 때 소리의 크기는 4배 감소하여 (1/4)a가 되며, 원래 소리의 크기보다 6dB 작아지게 된다.